# آرونداتی ناگ
آرونداتی ناگ (انگلیسی: Arundathi Nag؛ زادهٔ ۶ ژوئیهٔ ۱۹۵۶) هنرپیشه اهل هند است.
از فیلم‌ها یا برنامه‌های تلویزیونی که وی در آن نقش داشته‌است می‌توان به پدر، کاما سوترا: افسانه عشق، حادثه، و مردی که بی‌نهایت را می‌دانست اشاره کرد.
وی برنده جایزه ملی فیلم بهترین بازیگر نقش مکمل زن در سال ۲۰۰۹ و جایزه اسکرین بهترین بازیگر نقش مکمل زن در سال ۲۰۱۰ شده‌است.